# アールテン
アールテン（オランダ語: Aalten [ˈaːltə(n)] ( 音声ファイル)）は、オランダ東部に位置する村、ないしそれを含むヘメーンテ（基礎自治体）である。1818年にブレデフォールト、2005年にディンクスペルロの各ヘメーンテを編入した。
アールテンに住んだことのある有名人にはオーストラリアのバンド「AC/DC」のギタリスト、アンガス・ヤングや自転車選手のロベルト・ヘーシンクがいる。第二次世界大戦中には85人のユダヤ人のうち51人が地元住民にかくまわれて難を逃れた。

## 村落
- アールテン (Aalten)
- ブレデフォールト (Bredevoort)
- ダレ (Dale)
- ディンクスペルロ (Dinxperlo)
- ハールト (Haart)
- デ・ヘルネ (De Heurne)
- ヘルネ (Heurne)
- エイゼルロ (IJzerlo)
- ト・クローステル ('t Klooster)
- リンテロ (Lintelo)

## 交通
アールテン駅には半時間に一便、アーネムとヴィンテルスヴェイクをむすぶ列車が停まる。アーネム駅はアムステルダム、アムステルダム・スキポール空港、ユトレヒト、ナイメーヘン、スヘルトーヘンボス、ブレダ、ティルブルフ、さらにはドイツの各都市に通ずる一大ターミナル駅である。
バスではリルロ便やゼルヘム便が一時間に一回の割合で停まる。

## ファシリティ
2007年に地元大手の葬儀屋、GUVによって初めての火葬場が設営された。

## ギャラリー

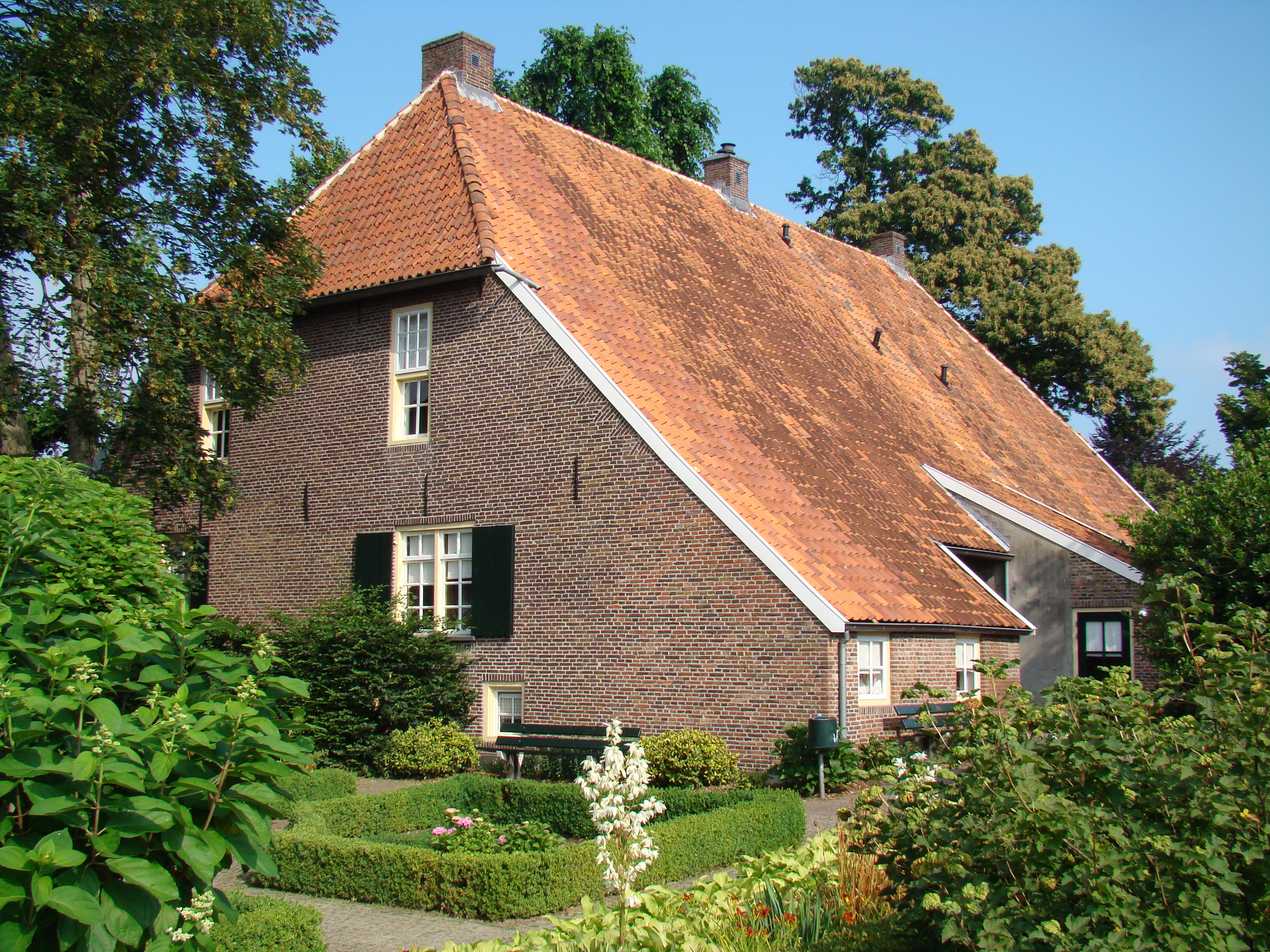
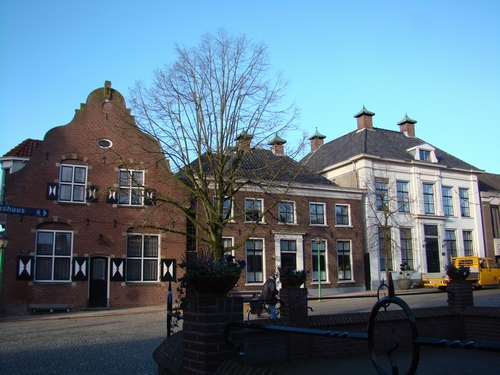
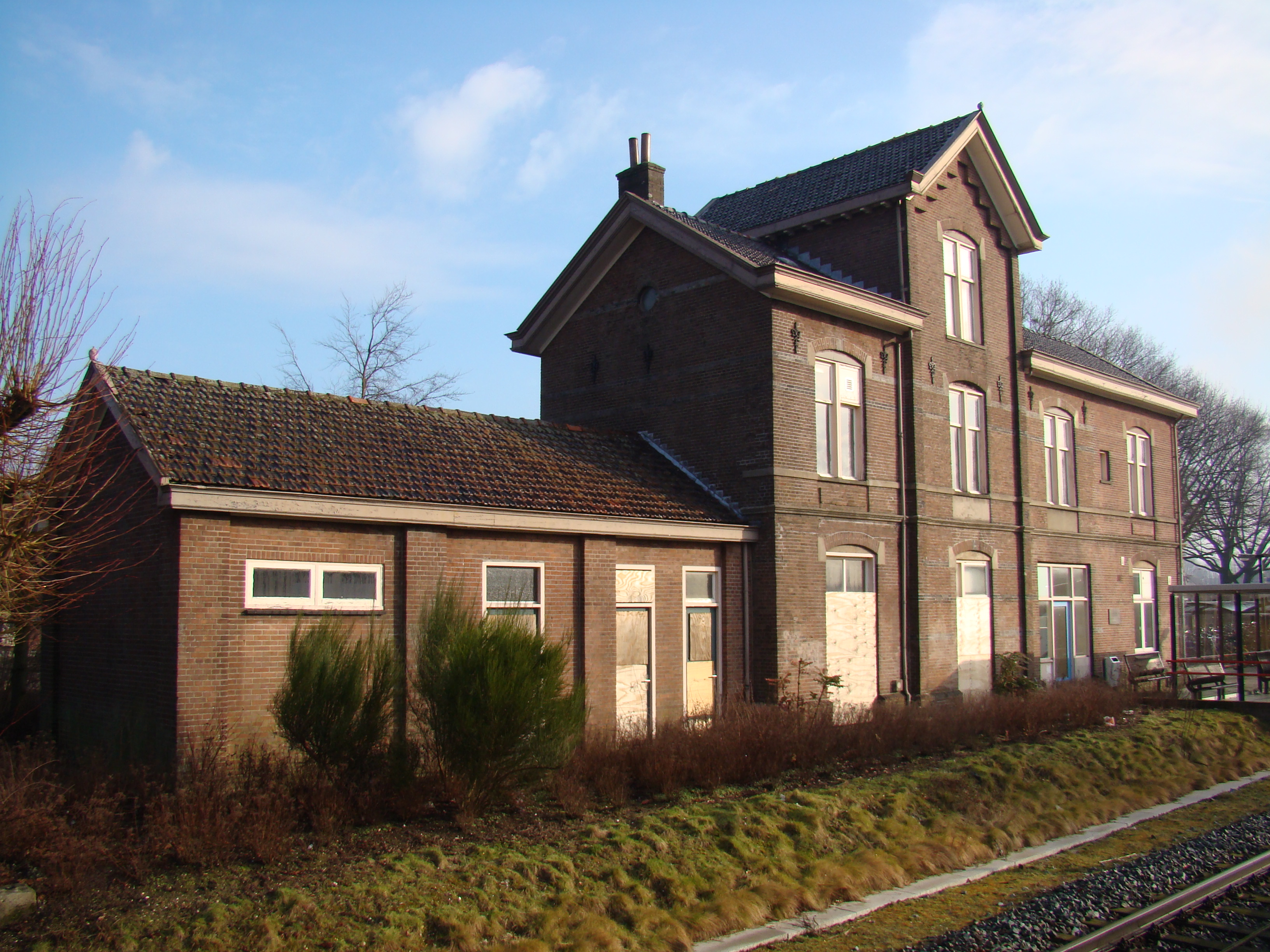
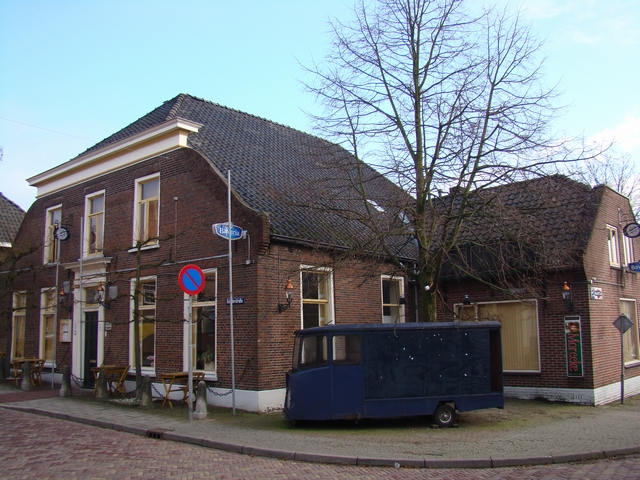